# Dicranomyia (Dicranomyia) gardineri
Dicranomyia (Dicranomyia) gardineri is een tweevleugelige uit de familie steltmuggen (Limoniidae). De soort komt voor in het Afrotropisch gebied.